# John Akomfrah
Sir John Akomfrah (Londra, 1957) è un regista e sceneggiatore britannico.
Testament, suo primo lungometraggio, vince la R d'oro a Riminicinema. La sua ricerca si avvia quindi sempre più verso la multimedialità con progetti quali Expeditions, montaggio di diapositive e video che ripercorre l'iconografia coloniale.
Ha lavorato nel "film journalism" per riviste e giornali e ha tenuto corsi al Dipartimento Esterno dell'Università di Londra e al British Film Institutes Summer School. John Akomfrah è anche cofondatore del Black Audio Film Collective.

## Filmografia
- Handsworth Songs (documentario) (1986)
- Testament (1988)
- Who Needs a Heart (1991)
- Seven Song for Malcolm X (documentario) (1993)
- Last Angel of History (film TV) (1995)
- Martin Luther King: Days of Hope (film TV) (1997)
- Call of Mist (cortometraggio) (1998)
- Speak Like a Child (1998)
- Riot (documentario) (1999)
- Stan Tracey: The Godfather of British Jazz (film TV) (2003)
- Mariah Carey: The Billion Dollar Babe (film TV) (2003)
- Urban Soul: The Making of Modern R&B (film TV)
- The nine muses (documentario) (2010)